# Ричардс, Винсент
Винсент Ричардс (англ. Vincent "Vinnie" Richards; 20 марта 1903, Йонкерс — 28 сентября 1959, Нью-Йорк) — американский теннисист. 
- Семикратный чемпион турниров Большого шлема в мужском парном разряде и двукратный чемпион США в смешанном парном разряде.
- Олимпийский чемпион 1924 года в одиночном и мужском парном разряде.
- Четырёхкратный чемпион США среди профессионалов в одиночном разряде и семикратный в парах.
- Четырёхкратный обладатель Кубка Дэвиса со сборной США
- Член Международного зала теннисной славы с 1961 года.

## Спортивная карьера

### Любительская карьера
Винсент Ричардс родился в семье известного в своё время бегуна Эдварда Ричардса. Его брат Реймонд тоже пошёл в лёгкую атлетику, а сам Винни начал свою спортивную карьеру с бейсбола, но быстро перешёл на теннис. Уже в 1918 году, в пятнадцать лет, он стал самым юным победителем чемпионата США в паре с Биллом Тилденом, бывшим на десять лет старше. В финале они обыграли соперников, которым было по 38 лет. В этом же году он стал самым молодым игроком, выигравшим матч на чемпионате США в мужском одиночном разряде.
В 1919 году Ричардс стал чемпионом США в помещениях в одиночном и парном разрядах и чемпионом США в смешанном парном разряде (с Мэрион Зиндерстейн), а на следующий год — чемпионом США на грунтовых кортах. Начиная с 1921 года он уже входил в десятку лучших теннисистов мира. Они с Тилденом завоевали второй совместный титул на чемпионате США, а на следующий год стали чемпионами в третий раз. В 1922 году Ричардс в паре с Тилденом выступил за сборную США в матче вызова (финал года) против австралийцев. Хотя Ричардс и Тилден свою встречу проиграли (той же паре О'Хара-Вуд—Паттерсон, которую победили в финале чемпионата США), американцы победили 4-1.
Завоевав в 1923 году второе звание чемпиона США в помещениях, Ричардс достиг пика любительской карьеры в 1924 году. В этот год он выиграл Уимблдонский турнир в мужском парном разряде (с Фрэнком Хантером) и чемпионат США в смешанном парном разряде (с Хелен Уиллс-Муди), а в финале Кубка Дэвиса нанёс два поражения соперникам из Австралии в одиночных играх. Однако главного успеха он достиг на Олимпиаде в Париже. Ему удалось завоевать три Олимпийских медали, из них две, в одиночном и мужском парном разрядах (с Хантером), высшего достоинства. В обоих финалах ему противостоял представитель страны-организатора Анри Коше (в парном разряде — с Жаком Брюньоном), но заокеанского гостя это не смутило. В миксте партнёршей Ричардса была Мэрион Джессап (в девичестве Зиндерстейн), с которой они уже становились чемпионами США, но в финале они не смогли одолеть другую американскую пару, Хейзел Хочкисс-Уайтмен и Ричарда Норриса Уильямса. Этот сезон он закончил на втором месте в мировой и американской теннисной иерархии.
В следующие два года Ричардс добавил к списку своих наград ещё две победы в мужском парном разряде на чемпионате США и звание чемпиона Франции 1926 года в мужских парах, которое он завоевал с Говардом Кинси, победив в финале Коше и Брюньона. Также он ещё два раза выигрывал со сборной США Кубок Дэвиса, к 23 годам став его четырёхкратным обладателем. Оба раза он участвовал только в матчах пар с Уильямсом и дважды победил, сначала Жана Боротра и Рене Лакоста, а затем Брюньона и Коше. В одиночном разряде на чемпионате США 1926 года он стал самым удачливым среди американцев, дойдя до полуфинала перед тем, как проиграть Боротра в пяти сетах, тогда как Тилден уступил Коше ещё в четвертьфинале.

### Участие в финалах турниров Большого шлема

#### Мужской парный разряд (7+2)
Победы (7)
| Год  | Турнир              | Партнёр               | Соперники в финале                   | Счёт в финале            |
| ---- | ------------------- | --------------------- | ------------------------------------ | ------------------------ |
| 1918 | Чемпионат США       | Билл Тилден           | Фред Александер Билз Райт            | 6-3, 6-4, 3-6, 2-6, 6-2  |
| 1921 | Чемпионат США (2)   | Билл Тилден           | Ричард Норрис Уильямс Уотсон Уошберн | 13-11, 12-10, 6-1        |
| 1922 | Чемпионат США (3)   | Билл Тилден           | Пат О'Хара-Вуд Джеральд Паттерсон    | 4-6, 6-1, 6-3, 6-4       |
| 1924 | Уимблдонский турнир | Фрэнк Хантер          | Ричард Норрис Уильямс Уотсон Уошберн | 6-3, 3-6, 8-10, 8-6, 6-3 |
| 1925 | Чемпионат США (4)   | Ричард Норрис Уильямс | Джеральд Паттерсон Джон Хокс         | 6-2 8-10 6-4 11-9        |
| 1926 | Чемпионат Франции   | Говард Кинси          | Жак Брюньон Анри Коше                | 6-4, 6-1, 4-6, 6-4       |
| 1926 | Чемпионат США (5)   | Ричард Норрис Уильямс | Билл Тилден Альфред Чапин            | 6-4 6-8 11-9 6-3         |

Поражения (2)
| Год  | Турнир              | Партнёр      | Соперники в финале              | Счёт в финале           |
| ---- | ------------------- | ------------ | ------------------------------- | ----------------------- |
| 1919 | Чемпионат США       | Билл Тилден  | Норман Брукс Джеральд Паттерсон | 6-8, 3-6, 6-4, 6-4, 2-6 |
| 1926 | Уимблдонский турнир | Говард Кинси | Жак Брюньон Анри Коше           | 5-7, 6-4, 3-6, 2-6      |

#### Смешанный парный разряд (3)
Победы (2)
| Год  | Турнир            | Партнёр            | Соперники в финале         | Счёт в финале |
| ---- | ----------------- | ------------------ | -------------------------- | ------------- |
| 1919 | Чемпионат США     | Мэрион Зиндерстейн | Флоренс Баллин Билл Тилден | 2-6 11-9 6-2  |
| 1924 | Чемпионат США (2) | Хелен Уиллс-Муди   | Молла Мэллори Билл Тилден  | 6-8, 7-5, 6-0 |

Поражение (1)
| Год  | Турнир        | Партнёр          | Соперники в финале       | Счёт в финале |
| ---- | ------------- | ---------------- | ------------------------ | ------------- |
| 1925 | Чемпионат США | Эрминтруда Харви | Кэтлин Маккейн Джон Хокс | 2-6, 4-6      |

### Профессиональная карьера
Одновременно с игрой в теннис Ричардс посещал Фордхемский университет, а затем факультет журналистики Колумбийского университета. В 1921 году он стал заместителем редактора спортивного раздела газеты «Yonkers Statesman» и три года вёл в ней колонку, посвящённую спорту.
В конце 1926 года, после окончания основных турниров любительского сезона, Ричардс, журналистскую карьеру которого прервало решение Ассоциации лаун-тенниса США о запрете на получение денег от газетных публикаций теннисистами-любителями, предпринял неожиданный для многих шаг и присоединился к профессиональному теннисному турне, сформированному спортивным антрепренёром Чарльзом Пайлом. В это время Ричардсу было только 23 года. В турне, помимо него, участвовала звезда женского тенниса Сюзанн Ленглен, одна из ведущих американских теннисисток Мери Браун, четвёртый номер во французском национальном рейтинге Поль Фере, профессиональный теннисный тренер Гарви Снодграсс и выигравший с Ричардсом Открытый чемпионат Франции Говард Кинси. Тур начался с выступления в «Медисон-сквер-гарден» в присутствии 13 тысяч зрителей, которое открыл матч Ричардса против Фере, закончившийся убедительной победой американца 6-3, 6-4. В дальнейшем на протяжении всего турне матчи Ричардса с одним из трёх мужчин-соперников открывали вечер, а за ними следовала игра Ленглен с Браун. Ричардс заработал участием в турне хорошие по тем временам деньги, но в конце его ждал удар со стороны лаун-теннисной ассоциации: в феврале 1927 года, составляя список лучших игроков США, руководство ассоциации решило снять с него статус любителя и не включать в иерархию за 1926 год, где он должен был бы занять первое место. В ответ Ричардс объявил, что возглавит бунт честных профессионалов против «фальшивых любителей» и осенью 1927 года организовал первый чемпионат США по теннису среди профессионалов, который сам и выиграл, победив Кинси в финале. Тем временем в его отсутствие сборная США проиграла французам финальный матч Кубка Дэвиса, и этот же результат повторялся следующие три года.
После короткого турне по Дальнему Востоку в конце 1927 года Ричардс в июле 1928 года появился в Европе. Вначале он сыграл товарищеский матч против лидера французского любительского тенниса Анри Коше, проиграв в трёх сетах, а потом начал серию матчей против ведущего европейского профессионала Карела Кожелуга. Ричардс проиграл первые три матча турне, но взял реванш в финале второго чемпионата США среди профессионалов, победив мастера игры от обороны Кожелуга на травяном корте. В дальнейшем турне, продолжавшееся в США, сложилось в пользу Кожелуга, выигравшего 15 матчей из двадцати. На следующий год Кожелуг снова выиграл их тур, на этот раз более короткий, а также победил Ричардса в пятисетовом финале третьего профессионального чемпионата США. Ричардс также проиграл и финал профессионального чемпионата Южных штатов в Палм-Спрингс выходцу из Южной Африки Брайану Нортону, вскоре отказавшемуся от статуса профессионала. В 1930 году, однако, он выиграл и в Палм-Спрингс, и в Нью-Йорке, став уже трёхкратным чемпионом США среди профессионалов, хотя и проиграл Кожелугу последующую серию матчей 4-2. В октябре он объявил об уходе из профессионального тенниса из-за проблем с ногами.
Уход Ричардса оказался недолгим. Он стал теннисным тренером, открыв собственную школу, но присоединение к профессионалам Билла Тилдена побудило его уже в январе 1931 года вернуться к соревнованиям. В мае он всухую проиграл Тилдену, бывшему в прекрасной форме, короткую серию матчей, потом занял третье место в круговом турнире с участием Тилдена, Кожелуга и Фрэнка Хантера и, наконец, снова встретился с Большим Биллом в финале чемпионата США среди профессионалов, но опять уступил в трёх сетах. В парном разряде он сумел завоевать третий титул подряд. В начале января следующего года он в отсутствие Тилдена выиграл новый профессиональный турнир, чемпионат США среди профессионалов в помещениях. В дальнейшем его успехи в этом сезоне были скромными: он проиграл Кожелугу, неудачно выступил в круговом турнире с участием Тилдена и ряда других ведущих теннисистов и наконец выбыл из борьбы уже в четвертьфинале чемпионата США среди профессионалов. В 1933 году состав участников чемпионата США был слабей обычного, турнир проводился на траве, и Ричардс, мастер игры у сетки, выиграл его, не отдав соперникам ни одного сета. Он также завоевал свой четвёртый чемпионский титул в парах. После этого он победил в парном разряде и на чемпионате США среди профессионалов в помещениях, открывавшем новый сезон, а в одиночном разряде проиграл в финале Тилдену. Затем он присоединился к большому турне, главными звёздами которого были Тилден и перешедший в профессионалы Элсуорт Вайнз. В одиночном разряде в ходе этого турне он выглядел бледно, но в паре с Вайнзом одержал победу над Тилденом и Брюсом Барнсом. В продолжение сезона он принял участие в нескольких турнирах, обычно выбывая в четверть- или полуфинале (в частности, в полуфинале чемпионата США он проиграл Кожелугу на грунтовом корте).
После автомобильной аварии в начале 1936 года, вынудившей его пройти операцию обоих бёдер, Ричардс уже не входил в число ведущих игроков-профессионалов в одиночном разряде. В этом году он стал тренером сборной Австралии в Кубке Дэвиса. Однако в парах он ещё оставался грозным соперником, что и доказал в 1937 и 1938 годах, добавив к своему списку титулов ещё две победы на чемпионате США. Ричардс продолжал выступать ещё много лет, в том числе в годы войны в показательных матчах в госпиталях и на военных базах, и выиграл свой последний крупный турнир на профессиональном чемпионате США 1945 года в паре с ветераном Тилденом; ему в это время было 42 года, Тилдену — 52.
По окончании игровой карьеры Винсент Ричардс занял должность директора отдела спортивного оборудования в компании «Dunlop». Он умер в 1959 году, вскоре после избрания в Национальный зал теннисной славы.